# Anđa Jelavić
Anđa Jelavić, rođena Radoš (Tomislavgrad, 21. rujna 1980.) je bivša hrvatska košarkašica,  trenutačno izbornica hrvatske košarkaške reprezentacije.

## Karijera

### Klubovi
Igrala je za zagrebačku Dubravu, Novi Zagreb, Gospić, šibenski Jolly, poljsku Wislu iz Krakova, ruski Dinamo iz Moskve i turski Kayseri Kolejspor.

### Reprezentacija
Sudjelovala je na završnim turnirima europskih prvenstava i na Mediteranskim igrama.
Na MI 2005. u španjolskoj Almeriji osvojila je srebro.
Sudjelovala je na završnom turniru europskog prvenstva 2007. godine, gdje je nakon prvog kruga bila prva osvojenim loptama (3 po utakmici).
2008. je bila u skupini igračica koje je pozvao izbornik Nenad Amanović na pripreme za EP 2009.
Na MI 2009. u Pescari osvojila je broncu.
Na EP u Poljskoj 2011. godine nije sudjelovala.
Na kvalifikacijama u Turskoj za OI 2012., članicom je sastava.

## Priznanja
Čitatelji i suradnici portala Košarka proglasili su je najboljom košarkašicom u sezone četiri godine uzastopno, a primat joj je 2010./11. oduzela Sandra Mandir, koja je bila tek druga hrvatska košarkašica koja je dobila tu nagradu.